# IWI DAN .338
IWI DAN .338 ボルトアクション式狙撃銃はイスラエル・ウェポン・インダストリーズ(IWI)が製造するボルトアクション方式のイスラエル製狙撃銃である。名称は聖書に登場する古代都市DANに由来する。

## 概要
IWI DAN .338は主に長距離狙撃、また限定的ではあるが対物狙撃用途を想定しており、強力な.338ラプア・マグナム弾に対応する。1200mの距離で、サブMOA精度を有する。本銃は、イスラエル国防軍特殊部隊協力の下、ニハマヤ・サーキス氏が設計、イスラエル・ウェポンズ・インダストリーズが製造し、2014年のユーロサトリ展示会で初披露され世界中に販売されている。
DAN .338はイギリス陸軍特殊部隊SASに採用され、2016年2月にはシリア国内でISIL指揮官への狙撃に使用された事が報じられた。このISIL指揮官は訓練中の部下に対して、"囚人の斬首方法"を教えようとしていたところ、1,200mの距離からDAN .338によって狙撃され、頭部を完全に吹き飛ばされたと報じられている。

## 採用国
- イギリス: 特殊空挺部隊 (SAS) [7]